# Rhysodesmus eusculptus
Rhysodesmus eusculptus är en mångfotingart som beskrevs av Chamberlin 1941. Rhysodesmus eusculptus ingår i släktet Rhysodesmus och familjen Xystodesmidae. Inga underarter finns listade i Catalogue of Life.